# Chariphylla closterias
Chariphylla closterias är en fjärilsart som beskrevs av Edward Meyrick 1921. Chariphylla closterias ingår i släktet Chariphylla och familjen plattmalar. Inga underarter finns listade i Catalogue of Life.